# اندیاک
اندیاک (به فرانسوی: Andillac) یک کمون در فرانسه است که در canton of Castelnau-de-Montmiral واقع شده‌است. اندیاک ۵٫۴۴ کیلومتر مربع مساحت دارد ۲۴۰ متر بالاتر از سطح دریا واقع شده‌است.